# Linheraptor
Linheraptor war eine Gattung kleiner fleischfressender Dinosaurier aus der Gruppe der Dromaeosauridae. Bisher ist ein einziges, sehr gut erhaltenes und fast vollständiges Skelett bekannt, das aus der Wulansuhai-Formation der chinesischen Inneren Mongolei stammt und etwa 83,6 bis 72 Millionen Jahre alt (Campanium). Diese Gattung wurde 2010 mit der einzigen Art Linheraptor exquisitus wissenschaftlich beschrieben.

## Merkmale
Linheraptor wird auf eine Länge von 1,8 Metern geschätzt und war damit ähnlich groß wie Velociraptor. Die Rumpf wird auf 36,5 cm Länge geschätzt, vom ersten Rückenwirbel bis zum Acetabulum (Beckenpfanne). Das Skelett stammt wahrscheinlich von einem erwachsenen Individuum, worauf Verschmelzungen der Wirbel und des Tibiotarsus (Unterbein) schließen lassen. Der Schädel war 22,5 cm lang und scheint schmaler als der des nahe verwandten Tsaagan zu sein – dieser Unterschied könnte jedoch durch Deformation des Schädels entstanden sein. So zeigen verschiedene Schädel von Velociraptor beträchtliche Variationen der Schädelproportionen. Die Bezahnung ist schlecht erhalten, weshalb die Anzahl der Zähne nicht genau bestimmbar ist. Eine Hälfte des Unterkiefers (Dentale) trug jedoch etwa 15 Zähne, ähnlich viele wie bei Tsaagan und Velociraptor. Die Vorderseiten der Zähne waren wie bei Tsaagan und vielen basalen Dromaeosauriden ungesägt.
Der S-förmig gebogene Hals bestand aus 10 Halswirbeln. Wie bei den meisten anderen Dromaeosauriden wies der Schwanz stark verlängerte Wirbelfortsätze auf (Post- und Präzygapophysen und Chevron-Knochen). Der Oberarmknochen (Humerus) macht weniger als 70 % der Länge des Oberschenkelknochens (Femur) aus. Wie bei allen Dromaeosauriden trug der zweite Zeh eine charakteristische vergrößerte Sichelkralle.
Linheraptor war wahrscheinlich näher mit Tsaagan verwandt als mit anderen Dromaeosauriden. Tsaagan ist lediglich durch einen Schädel und die vorderen acht Halswirbel bekannt. Beide Gattungen haben einige Merkmale gemeinsam, die anderen Dromaeosauriden fehlen: Beispielsweise ist das Maxillarfenster deutlich vergrößert und ähnlich groß wie die Nasenöffnungen; zudem berühren sich Jochbein (Jugale) und Schuppenbein (Squamosum), sodass das Postorbitale vom Infratemporalfenster ausgeschlossen ist. Andere Merkmale grenzen Linheraptor von Tsaagan ab: So zeigte beispielsweise der Axis, der zweite Halswirbel, eine große pneumatische Öffnung (Foramen) an der seitlichen Fläche des Wirbelkörpers; ähnlich wie bei Mahakala, Velociraptor und Deinonychus. Bei Tsaagan fehlt dieses Merkmal. Ein weiteres Beispiel ist das deutlich tiefere hintere Ende des Unterkiefers von Linheraptor, welches bewirkt, dass die Glenoid-Grube (Fossa glenoidalis) auf einer Höhe mit der Zahnreihe ist.

Schädel

## Systematik
Die Beschreiber vermuten, dass Linheraptor zusammen mit dem nahe verwandten Tsaagan eine eigene Gruppe spätkreidezeitlicher, asiatischer Dromaeosauriden bildete. Beide Gattungen waren basaler als Velociraptor und standen phylogenetisch vermutlich zwischen basalen und fortgeschritteneren Dromaeosauriden.

## Fund und Namensgebung
Das Skelett wurde 2008 während einer Expedition in der Inneren Mongolei in Bayan Mandahu im Stadtbezirk Linhe entdeckt, die Fundstelle wurde unter dem Namen The Gate locality bekannt. Die Expedition war eine gemeinsame Expedition zweier chinesischer Institute, des Instituts für Wirbeltierpaläontologie und Paläoanthropologie der Chinesischen Akademie der Wissenschaften und des Long Hao Institute of Geology and Paleontology, und hatte zum Ziel, das Verständnis der Dinosaurier-Fauna der Oberkreide der Inneren Mongolei zu verbessern. Jonah Choiniere, ein Student der George-Washington-Universität (Washington, D.C.), entdeckte den ersten Knochen des Skeletts: die Spitze einer Kralle, die aus einem vom Wind erodierten Kliff aus rotem Sandstein hervorragte.
Die Gesteine des Fundorts gehören stratigraphisch zur Wulansuhai-Formation, dem chinesischen Äquivalent der mongolischen Djadochta-Formation. Aus der Djadochta-Formation wurden zuvor bereits vier andere Dromaeosauriden-Spezies geborgen: Velociraptor mongoliensis, Velociraptor osmolskae, Tsaagan mangas und Mahakala omnogovae. Somit ist Linheraptor bereits der fünfte Dromaeosauride dieser Fauna.
Der Fund (Holotyp, Exemplarnummer IVPP V 16923) ist ein fast vollständiges, im anatomischen Verbund vorgefundenes Skelett. Es wurde 2010 von Xu Xing und Kollegen wissenschaftlich beschrieben. Der Name Linheraptor weist auf den Fundort im Stadtbezirk Linhe; raptor bedeutet so viel wie „Räuber“ und unterstreicht den Status eines Prädatoren. Das Epitheton exquisitus weist auf den außergewöhnlich guten Erhaltungsgrad des Skelettes hin.

## Belege